# پیتر شیفر
پیتر شِـفر (انگلیسی: Peter Shaffer؛ زادهٔ ۱۵ مهٔ ۱۹۲۶-درگذشتهٔ ۵ ژوئن ۲۰۱۶) فیلم‌نامه‌نویس و نمایش‌نامه‌نویس اهل بریتانیا بود.
وی فیلم‌نامه‌نویس فیلم‌هایی همچون ستوران و آمادئوس بود که برای آمادئوس برنده جایزه اسکار بهترین فیلم‌نامه اقتباسی شد.

## نمایش‌نامه‌ها و فیلم‌نامه‌ها
دو نمایش آمادئوس و اکوئوس (اسب) از مهمترین آثار نمایشی پیتر شفر بودند که در تئاتر ملی انگلستان به روی صحنه رفتند و بعدها نیز در تئاتر برادوی اجرا و هر دو نمایش موفق به کسب جایزه تونی شدند. نمایشنامه «اسب» (اکوئوس) برای شفر جایزه تونی نمایشنامه‌نویسی و نیز جایزه حلقه منتقدان نیویورک در سال ۱۹۷۵ را به ارمغان آورد. «اسب» ابتدا در لندن و بعدها در برادوی روی صحنه رفت و بیش از ۱۲۰۰ اجرا داشت. این نمایشنامه در ۱۹۷۷ مبنای فیلمی سینمایی به کارگردانی سیدنی لومت با بازی ریچارد برتون شد.
اقتباس سینمایی شفر از نمایشنامه خودش نامزدی اسکار بهترین فیلمنامه اقتباسی را برایش به همراه داشت. این نمایشنامه در ۲۰۰۷ بار دیگر این بار در وست اند لندن روی صحنه رفت و دانیل رادکلیف ستاره سری فیلم‌های هری پاتر با بازی در آن اولین نقش تئاتری مهم خود را تجربه کرد. «اسب» همچنین در برادوی به روی صحنه رفت.

## آثار ترجمه شده به فارسی
- اکوئوس (اسب) (نمایشنامه)
- کمدی سیاه (نمایشنامه)
- تمرین پنج انگشت (نمایشنامه)
- یغمای شاهانه‌ی خورشید (نمایشنامه)
- چشم عمومی و گوش خصوصی (نمایشنامه)
- آمادئوس (نمایشنامه)
- آمادئوس (فیلم‌نامهٔ کامل)